# Йов Василевич
Василевич Іван (чернече ім'я Йов (*до 1719 - †після 1750) — український художник-монументаліст доби Гетьманщини, іконописець у Сербії та Воєводині. Створив сербську художню школу на основі українського баркового мистецтва. Вихованець Києво-Могилянської академії. 

## Біографія
Закінчив Києво-Могилянську академію.
На початку 1740-х рр. прибув до Сербії.
2 грудня 1742 у воєводинському місті Петроворадині підписав угоду про виконання мистецьких робіт, в якій зазначалося, що київський майстер повинен «золотом і гарними фарбами намалювати ікону, подібну до тих, які є в Києві». За роботу авторові було обіцяно 13 дукатів й, окрім того, кошти «на постій, дрова та харчування».
Після виконання замовлення Василевич залишився в Сербії, ставши придворним художником митрополита Арсенія IV Шакабенте, який, борючись за незалежність Сербії, великого значення надавав відродженню національної культури, зокрема мистецтва, і чималі надії в цьому покладав на українських художників, був їхнім меценатом і покровителем.
Брав участь у розписі сербських монастирів Бодянського і Крушедола. В останньому він розписав притвор і абсиди, створив низку ікон. Крушедольський ансамбль став для сербських художників наочним взірцем високої майстерності монументального живопису, витоки якого, як вважають сучасні дослідники, закладено в розписах Троїцької надбрамної церкви Києво-Печерської Лаври.
Навчав та інспектував молодих сербських художників. Всі, хто прагнув присвятити себе малярству, повинні були проекзаменуватися у заснованій Василевичем художній школі в Карлівцях (тепер Карлівці Сремські).
За визначенням сербського дослідника Д. Медаковича, Василевич був майстром, що «…вирішально вплинув на цілу низку сербських малярів, в творчості яких уже помітний процес відходу від давніх ізографських схем на користь бароко».